# MTV2
MTV2 — американский платный телеканал, принадлежащий подразделению Paramount Networks компании Paramount Global.
С 2011 года канал нацелен на молодых мужчин. В феврале 2015 года около 79 416 000 американских семей смотрели MTV2.
2017 году из-за реструктуризации Viacom, собственные программы MTV2 были перенесены на MTV.

## История
Канал начал вещание 1 августа 1996 года под названием «M2» в честь 15-летия MTV. Первым видеоклипом был «Where It’s At» Бека. M2 был частью стратегии MTV Networks по расширению своего бренда в ожидании грядущего перехода на цифровое и кабельное телевидение. Запустившись, M2 оказался настолько же популярным среди зрителей MTV. Однако, поскольку цифровое и кабельное телевидение медленно распространялось в крупных городах, провайдеры отказывались добавлять еще один музыкальный канал. В первые годы вещания канала, также осуществлялась онлайн-трансляция через платформу Intercast.
На момент запуска у M2 было три виджея: Мэтт Пинфилд, Крис Косач и Джэнси Данн. Для давних зрителей MTV, Мэтт Пинфилд был ведущим в передаче 120 Minutes.
В 1997 году Viacom приобрела американскую версию музыкального телеканала The Box.
В начале 1999 года MTV Networks решила провести ребрендинг M2, переименовав его в MTV2.
Начиная с 1 января 2001 года, телеканал The Box был заменен MTV2.
В конце 2001 года на MTV2 пришли новые виджеи: Джим Ширер, Эбби Геннет, Quddus, а также Ла Ла Энтони и DJ Clue.
С 2002 года появился блок танцевальной музыки MTV2 Dance.
В июне 2003 года появился 8-ми часовой хип-хоп блок под названием Sucker Free Sunday.
7 февраля 2005 года был произведен ребрендинг, который включал обновленную версию логотипа.
В феврале 2007 года музыкальные программы на MTV2 были закрыты, из-за того, что телеканал уволил весь производственный персонал. В том же году телеканал представил новый блок для рок музыки «Saturday Rocks The Deuce», выходил по субботам в 22:00.
15 ноября 2011 года на канале стартовал новый сериал «Guy Code», который в основном смотрели мужчины от 12 до 34 лет. 22 мая 2012 года на канале состоялась премьера комедийного игрового шоу «Hip Hop Squares», по мотивам культового игрового шоу «Hollywood Squares». В 2016 году вышел перезапуск сериала на канале VH1. Позже, 28 октября 2012 года MTV2 выпустил второй сезон развлекательного шоу «The Dub Magazine Project».
В 2014 году на MTV2 дебютировал сериал «Jobs That Don’t Suck», посвященный молодым предпринимателям, а также «Off the Bat from the MLB Fan Cave», созданный в результате партнерства MTV с MLB.
Из-за реструктуризации Viacom в 2017 году, собственные программы MTV2 были перенесены на MTV.
В октябре 2020 года MTV2 начал транслировать повторы таких шоу Comedy Central, как «Tosh.0» и «Drunk History».

## Логотип

с 1 августа 1996 по 1999 год.
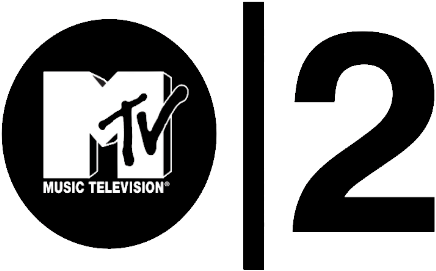
с 1999 по 7 февраля 2005 год.
с 7 февраля 2005 по настоящее время.